# Joel Hinds
Joel Hinds (* 18. Juni 1987 in Derby) ist ein ehemaliger englischer Squashspieler.

## Karriere
Joel Hinds begann seine Karriere im Jahr 2007 und gewann sieben Turniere auf der PSA World Tour. Seine höchste Platzierung in der Weltrangliste erreichte er mit Rang 69 im Juni 2014. Bei der Europameisterschaft 2010, seiner bislang einzigen Teilnahme bei der Kontinentalmeisterschaft, erreichte er das Achtelfinale. In der Saison 2013 qualifizierte er sich erstmals für die Weltmeisterschaft, wo er in der ersten Runde ausschied.

## Erfolge
- Gewonnene PSA-Titel: 7